# Bitka pri Kiziku
Bitka pri Kiziku se je odvila leta 193 v Mali Aziji pri Kiziku med rimskimi silami, zvestimi novorazglašenemu cesarju Septimiju Severju, na eni strani in rimskimi silami, zvestimi njegovemu tekmecu Pesceniju Nigru, na drugi strani. Bitka izvira iz kaosa, ki ga je nekaj mesecev prej povzročil atentat na cesarja Komoda, kasneje znanem kot Leto petih cesarjev. 

## Začetek
Prvo se je za cesarja razglasil Pertinaks, po njegovem umoru je bil Didij Julijan zvoljen za cesarja v Rimu s podporo pretorijanske garde (193). Generali, ki so poveljevali provincialnim vojskam, pa niso priznali novega cesarja in so si s podporo lastnih čet prizadevali za prestol. Trije rimski guvernerji so se neodvisno drug od drugega s podporo čet pod svojim poveljstvom razglasili za nove cesarje - Septimij Sever na Balkanu, Pescenij Niger v Siriji in Klodij Albin v Britaniji. 
Sever, ki je bil najbližji, je s četami prvega junija leta 193 je vstopil v Rim, odstranil Julijana in prevzel prestol. Kmalu zatem je sklenil sporazum z Klodijem Albinom. S Pescenijem Nigerjem pa ni bilo dogovora in je poslal svoje čete pod poveljstvom legata Tiberija Klavdija Kandida na vzhod. Zoperstaviti se je moral predhodnici Nigerjevih sil, ki so pod Aselijem Emilijanom zavzele Malo Azijo in zavzele južno obalo Marmornega morja, sam Niger pa je prečkal ožino Bospor in zasedel Bizanc. 

## Bitka
Kljub temu se je Kandidu uspelo izkrcati s svojo vojsko in v bitki blizu mesta Kizik premagati Emilijana, ki je umrl. 

## Posledice
Ostanki njegove vojske so se umaknili in se pridružili glavnini pod Nigerjem, ki se je umaknila proti Nikeji, kjer je bil v naslednji bitki poražen.